# Trimeniaceae
Trimeniaceae — родина квіткових рослин, визнана більшістю систематиків, принаймні протягом останніх кількох десятиліть. Ця невелика родина одного роду, Trimenia, з вісьмома відомими видами, які ростуть на сході Австралії на о. Нова Гвінея та прилеглих островах. Це деревні рослин, що містять ефірні олії.

## Таксономія
Системи APG II 2003 року, APG III 2009 року й APG IV 2016 року визнає цю родину та розміщує її в порядку Austrobaileyales, порядку, який вважається одним із найбільш базальних ліній у кладі покритонасінних. Система APG 1998 року також визнала цю родину, але залишила її невпорядкованою.